# Галерий
Гай Гале́рий Вале́рий Максимиа́н (лат. Gaius Galerius Valerius Maximianus; 250 — 5 мая 311), более известный как Галерий — римский император в 293—311 годах.
Галерий был человеком незнатного происхождения из местности неподалёку от Сердики (современная София). При императоре Диоклетиане служил старшим командиром. 1 марта 293 года Диоклетиан усыновил Галерия, назначив его цезарем, и выдал за него замуж свою дочь Валерию. Как соправитель Галерий получил балканские провинции. В 293—296 годах он вёл военные действия на Дунае против сарматов и готов, а в 296—298 годах воевал с персами в Армении, Сирии и Месопотамии. Также Галерий активно принимал участие в организованных Диоклетианом грандиозных гонениях на христиан. Став в 306 году августом, он тщетно пытался придерживаться диоклетиановского порядка наследования. Лишь уже будучи больным, накануне своей смерти, видя безрезультатность преследований христиан, Галерий издал эдикт о веротерпимости. В 311 году Галерий умер в Никомедии от рака. В Фессалониках он построил триумфальную арку и дворец.
Галерий носил следующие титулы: Цезарь — с 1 марта 293 года, Август — с 305 года; «Германский Величайший» — с 294 года, «Британский Величайший» — с 296 года, «Карпийский Величайший», «Армянский Величайший», «Мидийский Величайший», «Адиабенский Величайший», «Персидский Величайший» — с 297 года, «Персидский Величайший» (второй раз) — с 298 года, «Сарматский Величайший» — вероятно, с 299 года, «Карпийский Величайший» (второй раз), «Сарматский Величайший» (второй раз) и «Германский Величайший» (второй раз) — с 301 года, «Карпийский Величайший» (третий раз), «Сарматский Величайший» (третий раз), «Германский Величайший» (третий раз) — с 302 года, «Карпийский Величайший» (четвёртый раз), «Германский Величайший» (четвёртый раз) — с 303 года, «Карпийский Величайший» (пятый раз), «Германский Величайший» (пятый раз) — с 304 года, «Британский Величайший» (второй раз) — с 305 года, «Сарматский Величайший» (четвёртый раз) — с 306/307 года, «Карпийский Величайший» (шестой раз) и «Германский Величайший» (шестой раз) — с 308 года, «Сарматский Величайший» (пятый раз) и «Персидский Величайший» (третий раз) — с 310 года.

## Происхождение и карьера
Будущий император Галерий родился, вероятно, в 250 году или в 255 году, поскольку службу он начал при Аврелиане. Мнения античных авторов относительно места рождения будущего императора расходятся: так, Евтропий сообщает, что он родился в Прибрежной Дакии неподалёку от Сердики, а Аврелий Виктор — в Иллирике. «Извлечения о нравах и жизни римских императоров» уточняют — «на берегу Дуная в Дакии <…> это место он назвал Ромулианским по имени своей матери — Ромулы». Ромула, мать Галерия, была ревностной приверженкой языческих культов, переселившейся с противоположного берега Дуная, спасаясь от вторжения карпов; отцом — крестьянин, имя которого неизвестно. Позже Галерий утверждал, что «мать его, подобно матери Александра, Олимпиаде, зачала его от соития с драконом».
Сначала он был пастухом, из-за чего получил прозвище — Арментарий. При императорах Аврелиане и Пробе Галерий служил в армии простым солдатом, но в правление Диоклетиана сумел выбиться в старшие командиры.

## Внешность и личные качества
Псевдо-Аврелий Виктор сообщает, что
«Галерий же был хоть и грубоват, но попросту справедлив и заслуживал похвалы; он имел прекрасную фигуру, был отличный и удачливый воин».
Лактанций даёт отнюдь нелестную характеристику Галерию (по всей видимости, из-за его участия в гонениях на христиан):
«Он был статен, с дородным телом, ужасно тучным и отёкшим. Наконец, словами, поступками и страшным взглядом он был пугалом для всех. Тесть тоже чрезвычайно боялся его…».

Согласно Анониму Валезия (также христианский источник), во времена гражданских войн (примерно к 307 году) Галерий 
«…был таким пьяницей, что, бывало, нетрезвым он приказывал делать то, чего совершать не следовало бы, потому, по совету префекта, он определил, чтобы никто не выполнял его приказаний, отданных после трапезы…»
Тот же Аноним Валезия также утверждает, что Галерий назначил Флавия Севера своим соправителем, так как тот разделял его пристрастие к выпивке:
«Цезарь Север был низок и в характере и в происхождении, выпивоха и, следовательно, друг Галерия».
На всех скульптурных изображениях того времени Галерий предстаёт как решительный полководец с короткой стрижкой и лавровым венком на голове, нет никаких признаков тучности, как то утверждает Лактанций. В некоторых церковных источниках (Лактанций. «О смертях гонителей»; Иероним Стридонский. «Хроника») Галерий часто называется Максимианом. О личных качествах Галерия судить весьма тяжело, поскольку христианские авторы поносят его всяческим образом как главного инициатора гонений Диоклетиана, несмотря на то, что, находясь при смерти, в 311 году в Сердике он принял эдикт о свободе исповедования христианской веры во владениях Галерия () при условии что христиане будут молиться о процветании Римской Империи. В принципе, у них есть для этого полные основания, ведь используемые в преследованиях меры были бесчеловечными, а к поставленной цели они так и не привели. Галерий заслуживает уважения из-за того, что в результате он это понял и сделал необходимые шаги. Судя по всему, император имел строгие моральные устои. Считается, что он был хоть и малообразованный, но честолюбивый человек, который умел только действовать. Кроме того, Галерий, как практически все тетрархи, был великолепным военачальником: сначала он потерпел неудачу в кампании против персов, но благодаря своему упорству сумел одержать победу.

## Восхождение на престол

### Провозглашение цезарем
Галерий, ставший опытным военачальником, был замечен императором Диоклетианом, который назначил его своим префектом претория. 1 марта 293 года в Сирмии Диоклетиан назначает Галерия цезарем Востока и усыновляет его. После этого Диоклетиан заставил нового соправителя развестись с женой и отдал ему руку своей дочери Валерии (перенявшей от своего мужа родовое имя Галерий). Галерий также получил родовое имя Валерия и прозвище Иовий (Посвященный Юпитеру). Прямой обязанностью нового цезаря было управление Дунайскими провинциями: Иллирией, Македонией, Грецией и Критом, Паннонией. Кроме того, соправитель Диоклетиана Максимиан Геркулий тоже назначил себе цезаря — наместника Иллирии Констанция Хлора.
В следующем году Галерий впервые стал консулом и вместе с Диоклетианом участвовал в кампании против сарматов, которым они нанесли серьёзное поражение, выбив их из пределов Римской империи. В 295 году он участвовал в войне с карпами и бастарнами. Примерно в то же время им была основана провинция, названная в честь его жены. В нижнепаннонском Аквинке и в Бононии Малате, что в Дакии Прибрежной, по приказу Галерия были воздвигнуты укрепления. Помимо этого, цезарь активно занимался освоением земель, по его инициативе было предпринято строительство канала от озера Пелсон до Дуная. Как кажется, Галерий получал от этих полезных деяний немного удовольствия, поскольку видел, что его коллегам по тетрархии достаётся больше славы при меньшем усердии.
Впоследствии, в 297 году, когда в Египте вспыхнул бунт под предводительством Домиция Домициана и Аврелия Ахиллея, вынудивший Диоклетиана покинуть границу с Персией, Галерий заменил тестя на этом месте.

### Война с персами
В 293 году в Персии сын Шапура I Нарсе пришёл к власти после смерти своего предшественника Бахрама III. В начале 294 года Нарсе отослал Диоклетиану богатые подарки, а Диоклетиан отправил ответное посольство. Однако затем Нарсе приказал уничтожить в Персии все памятники его непосредственным предшественникам (то есть предыдущим царям Персии). Он подражал Ардаширу, а также своему отцу, который взял Антиохию и, пленив римского императора Валериана, залил ему в рот расплавленное золото, после чего содрал с него кожу и сделал чучело.
Нарсе объявил войну Риму в 296 году. Он вторгся на территорию Западной Армении, изгнав оттуда армянского царя Тиридата III, а затем и в восточные провинции Римской империи. После этого, в 297 году, Нарсе перешёл на юг, в римскую Месопотамию. Против него с армией выступил Галерий. Но персидский шах нанёс жестокое поражение Галерию недалеко от Карр (где некогда потерпел поражение от парфян римский триумвир Марк Лициний Красс) и Каллиника. Из-за этого Галерий был вынужден бежать несколько километров за колесницей Диоклетиана «в императорском одеянии». Скорее всего, этот эпизод был придуман впоследствии.
Весной 298 года армию Галерия пополнили новыми легионами, набранными в придунайских провинциях. После этого император начал наступление с нападения на северную Месопотамию через Армению. Для того, чтобы набрать войско для борьбы с Галерием, Нарсе отступил в Армению, поставив в невыгодное положение свою конницу. Рельеф местности в Армении был благоприятен для римских легионов, но неудобен для персидской кавалерии. В 298 году в решающем сражении при Сатале в Армении армия Галерия нанесла персам сокрушительное поражение; кроме того, в руки римлян попали члены царской семьи и весь обоз.
Тогда Нарсе отправил посла к Галерию с просьбой о возвращении своих жён и детей, но Галерий его не принял. Наконец весной 299 года начались серьёзные мирные переговоры. По согласованному решению Диоклетиана и Галерия представителем Римской империи на мирных переговорах был назначен magister memoriae (рус. начальник канцелярии) Сикорий Проб. С персидской стороны в переговорах участвовали сам шах Нарсе, а также его приближённые: Аффарба, Архапет и Барсаборс. По сообщению Петра Патрикия, условия были следующими:
- передача Риму Интилены, Софены, Арзанены, Кордуены и Забдицены;
- установление границы между Римской империей и Сасанидским царством по реке Тигр;
- определение чёткой границы между Персией и Арменией (по границе Мидии);
- назначение царей Иберии переходит в ведение римских императоров;
- определение Нисибиса единственным местом торговли между Римом и Ираном[31][32].

Также по условиям мирного договора на армянский престол вернулся Тиридат III. Рим получил широкую зону культурного влияния, что привело в последующие десятилетия к распространению сирийского христианства (с центром в Нисибисе) и к христианизации Армении.
В честь победы над персами в 299 году в Фессалониках была возведена триумфальная арка, а Галерий получил почётные титулы «Армянский Величайший», «Мидийский Величайший», «Адиабенский Величайший», «Персидский Величайший». В 302 и 303 годах он провёл новые кампании против сарматов и карпов. 20 ноября 303 года четыре тетрарха собрались в Риме, чтобы отметить двадцатилетие правления двух Августов и десятилетие двух Цезарей. По этому случаю Галерий устроил триумф в честь победы над персами. Занимая пост цезаря, он основал новый монетный двор в Фессалониках. В 304 году Галерий провёл инспекцию дунайских провинций вместе с Диоклетианом.

## Во главе империи

### Вторая тетрархия
В том же году здоровье Диоклетиана, заболевшего во время инспекции дунайских провинций, стало ухудшаться. Император до такой степени ослаб, что 13 декабря 304 года в Никомедии был случайно объявлен умершим. Галерий, прибывший в Никомедию в конце марта 305 года, встречает Диоклетиана, обессиленного болезнью. Согласно Лактанцию, чьё сообщение должно быть принято с большим скептицизмом, Галерий потребовал от Диоклетиана уступить власть ему и Констанцию. 1 мая 305 года Диоклетиан произнёс речь перед солдатами неподалёку от Никомедии, на том же самом месте, где он был провозглашен императором в 284 году у подножия статуи Юпитера. Лактанций подробно описал, что произошло:
«Созвали солдатское собрание, на котором старец с плачем обратился к воинам, говоря, что он уже нездоров, после трудов нуждается в отдыхе, передаёт власть более крепким и выбирает других Цезарей. Все с нетерпением ожидали, кого он выберет. Тогда он неожиданно объявляет Севера и Максимина Цезарями. Все были ошеломлены. Наверху, на трибунале, стоял Константин. Все недоумевали, неужели Константину сменили имя, когда (вдруг) Максимиан, протянув руку назад и оттолкнув Константина, вывел на всеобщее обозрение Даю».
После этого Галерий стал Августом. Он специально убедил Диоклетиана назначить Цезарями верных себе людей, каковыми и были его друг Флавий Север и племянник Максимин II Даза. Однако этот баланс вскоре нарушился. В июле 306 года, когда западный император Констанций I Хлор находился в Британии на войне с пиктами и скоттами, он серьёзно заболел. Хлор попросил Галерия отпустить к нему его сына Константина, который был заложником при дворе восточного Августа. На это Галерий с трудом, но согласился. После смерти Констанция I Хлора британские легионы провозгласили Константина императором. Желая узаконить свою узурпацию, Константин немедленно послал Галерию письмо, в котором подтвердил свою верность тетрархии и пояснил, что принял власть из-за давления солдат его отца.
Галерий предпочёл избежать гражданской войны, официально признав Константина Цезарем при Августе Флавии Севере и закрепив за ним земли Констанция I Хлора — Галлию и Британию. В это время в продолжение налоговой политики Диоклетиана Галерий решил наложить на Рим и Италию такие же налоги, как и на остальные территории империи, положив таким образом конец привилегированному положению этого региона. Однако, воспользовавшись непопулярностью нового Августа Запада и введением налогов, преторианские когорты 28 октября 306 года провозгласили императором сына бывшего тетрарха Максимиана Максенция. После этого Максенций, желая примириться с августом Востока, отправляет Галерию письмо, в котором написал, что он так же, как и Константин, взял на себя бремя власти под давлением солдат.

### Начало гражданских войн
На этот раз, однако, Галерий наотрез отказался признать Максенция императором. Тогда Максенций решил узурпировать власть и готовиться к войне. Он объявил своим соправителем отца Максимиана. Провозглашённый августом во второй раз, тот согласился вернуться в политику вместе со своим сыном. Таким образом, баланс тетрархии был нарушен: вместо четырёх императоров стало уже пять. Галерий отправил Флавия Севера в поход на Максенция. Но вскоре после этого Север столкнулся с дезертирством из своей армии, большинство солдат которой служило ещё Максимиану. От него сбежал подкупленный Максенцием префект претория Гай Анний Ануллин, и тогда Флавий Север был вынужден запереться в Равенне. Получив обещание Максимиана, что тот сохранит ему жизнь, Север сдался узурпаторам, которые его тут же арестовали и доставили в римскую тюрьму, где он был доведён до самоубийства в начале 307 года.
Одержав победу над сарматами летом 307 года, Галерий возглавил иллирийскую армию с твёрдым намерением разделаться с двойной узурпацией Максенция и Максимиана. Максимиан и Максенций, которые хотели не допустить прочного союза между Галерием и Константином, решили убедиться в нейтралитете Константина. В конце лета 307 года, в то время когда Максенций ожидал Галерия у подножия Альп, Максимиан встретился с Константином. Он предложил молодому Цезарю руку своей дочери Фаусты и титул «сына Августа», таким образом, предполагая заключить союз с Константином, который женился на Фаусте и признал её брата Максенция в качестве Августа.
Галерий вошёл в Италию в сентябре 307 года. Максенций, который желал избежать сражения, приказал всем северным городам Италии закрыть перед Галерием ворота. Галерий беспрепятственно вошёл в Лациум, но не сумел наладить снабжение своей армии провиантом. Его войска (хотя и называются в Анониме Валезия огромными) были немногочисленны для того, чтобы осаждать Рим, хорошо защищённый стеной Аврелиана. Поэтому войско Галерия разбило лагерь около города Интерамны в 104 км севернее Рима.
Сознавая свою слабость, Галерий пошёл на переговоры с узурпатором и послал к Максенцию своих помощников Лициния и Проба со следующими условиями: Галерий уходит из Италии и признаёт Максенция законным императором. Опасаясь ловушки, Максенций отверг эти предложения. Однако Галерий, боясь окружения его войск, быстро ушёл из Италии обратно на Восток. Перед отходом он был вынужден отдать армии на разграбление местность вокруг Фламиниевой дороги, поскольку солдаты, не получившие в результате похода добычи, могли переметнуться в стан врага.
Ситуация фактически не изменилась — Галерий не был побеждён, а Максимиан и Максенций не потеряли власть. Однако положение на Западе осложнилось ссорой между Максимианом и его сыном. Максимиан, возглавлявший Запад более двадцати лет, не хотел быть при своём сыне на вторых ролях. Обращаясь к войскам, он осудил неблагодарность и бездарность своего сына и заявил, что отправляется с походом на него, чтобы свергнуть. Однако солдаты перешли на сторону Максенция. В то же время викарий Африки Домиций Александр объявил себя императором из-за того, что Максенций потребовал, чтобы он выдал ему своего сына в качестве заложника. Но восстание продолжалось недолго. В 309 году префект претория Руфий Волузиан и Зенат разгромили малочисленные отряды Домиция Александра, а его самого захватили в плен и казнили.

### Карнунтский съезд и его последствия
Озабоченный проблемой восстановления тетрархии, Галерий после новой кампании против карпов на Дунае летом 308 года приехал к своему предшественнику Диоклетиану за советом. Он попытался убедить его оставить Салону на время встречи в Карнунте, и бывший тетрарх согласился. По предложению Диоклетиана Галерий отправил всем Цезарям и Августам предложение собраться в Карнунте для обсуждения дальнейшей судьбы тетрархов. В результате этого съезда, состоявшегося 11 ноября 308 года, были приняты следующие решения: 1) Максимиан должен был, по примеру Диоклетиана, снова уйти из политики; 2) Максенций объявлялся узурпатором; 3) Константин терял свой титул Августа Запада и уступал его ставленнику Галерия Лицинию, становясь Цезарем последнего. После этого Галерий и Максимиан спросили Диоклетиана, хотел бы тот вернуться в политику. Диоклетиан ответил им: «О, если бы вы могли посмотреть на выращенные моими руками в Салоне овощи, вы бы сказали, что (мне) этого никогда не следовало бы делать!». Таким образом, целостность тетрархии была восстановлена.
Однако это решение не удовлетворило сразу двух заинтересованных человек, Константина и Максимина II Дазу. Первый был недоволен, что его незаконно понизили до звания цезаря (которое даровал ему Максимиан) в то время как Лициний даже им не был, а второй надеялся как раз стать Августом Запада и к тому же не признал Лициния. После самовольного провозглашения Максимина Августом Галерий решил даровать ему и Константину почётные титулы «сыновей Августа» (лат. filii Augustorum).
Как только Константин получил этот титул, Максимиан потерял всякий вес в глазах своего зятя. Понимая, что он больше не может законно вернуть власть, Максимиан попытался занять место Константина. Пользуясь тем, что Константин отправился на Рейн воевать с бруктерами, он поехал в Арль и сообщил ложную весть о смерти императора. Однако его план потерпел крах: солдаты не поверили Максимиану, и он бежал в Массилию. После того, как Константин вернулся с Рейна, он пошёл к Массилии, жители которой открыли ему ворота. В июле 310 года Максимиан был вынужден повеситься. В результате всех этих событий, в империи осталось четыре Августа (четвёртый Август — узурпатор Максенций) и один Цезарь.

### Сердикский эдикти смерть Галерия
Хотя главным устроителем гонений на христианство иногда называется Галерий, тем не менее он стал первым, кто отменил преследования по отношению к последователям религии Христа. Целью указов, объявляющих о начале преследований в 303 и 304 годах, было, по сути, вернуть христиан силой убеждения к языческой вере. Но вопреки тому, что ожидали Диоклетиан и Галерий, насильственные антихристианские меры оказались совершенно непродуктивными. Если религию Христа действительно покинут некоторые, они не вернутся к традиционным римским культам, и, что гораздо хуже, они, как кажется, не поклонялись другим божествам. Констатируя провал преследований, которые не смогли искоренить христианство, Галерий решает прекратить их окончательно.
Зимой 310 года, во время подготовки празднования виценналий (Vicennalia), празднеств по случаю 20-летия восшествия на престол, Галерий серьёзно заболел. Лактанций так описывает его болезнь:
«У него возник злокачественный нарыв во внешней части гениталий, который расползался всё дальше. Врачи вскрыли и залечили его. Но зарубцевавшаяся было рана прорвалась, а кровотечение из лопнувшей вены грозило смертью. И всё же кровь с трудом удалось остановить. Пришлось лечить снова, пока, наконец, не появился рубец. Однако от лёгкого движения тела он вновь открылся так, что крови вышло больше, чем раньше. Сам он побледнел и измучился от истощения сил; правда, тогда кровотечение и прекратилось. Рана перестаёт воспринимать лекарства, всё вокруг неё поражается раком и, сколько б ни срезали опухоль, она нарывает всё сильнее, и сколько б ни лечили, всё увеличивается».
Основываясь на приведённом выше тексте, историки предполагают, что речь идёт о форме рака пениса.
Аноним Валезия  представляет мучительную болезнь Галерия как божественное наказание:
«Настолько был испепелен тяжким недугом, что, когда обнажились и истлели его внутренности, он умер в наказание за ужаснейшее гонение, тогда справедливейшая кара обрушилась на автора злодейского предписания».
Несмотря на эти мучения перед смертью, 30 апреля 311 года Галерий издал в Сердике эдикт (который был опубликован в Никомедии), давший христианской религии статус разрешенной. Из эдикта следовало, что христиане могут открыто исповедовать свою религию при условии, что они должны молить своего Бога о процветании и благополучии Римского государства. Сразу после публикации этого текста все находившиеся в тюрьмах христиане были освобождены. Однако эдикт распространялся только на владения Галерия (Максимин II Даза его не принял, а Лициний и не обязан был принимать). Выдвигаются различные предположения о причинах, которые побудили императора изменить своё отношение к христианству. Наиболее вероятная причина такого решения заключается в том, что Галерий понял, что гонения на христиан потерпели неудачу. Христиане не только не исчезли, но и укрепились в своей вере, что наносило ущерб национальному единству и гармонии. Кроме того, страдания отдельных христиан не вызывали восторга у языческого населения.
После издания эдикта Галерий выразил желание умереть в родных местах, куда его и привезли. 5 мая 311 года император скончался в возрасте 61 года в Дардании спустя небольшое время после публикации приказа. Его тело было похоронено в Феликс Ромулиана в присутствии Лициния. По версии Анонима Валезия, Галерий скончался в Сердике.

## Религиозная политика
С момента своего основания тетрархия была тесно связана с языческой религией. По новой идеологии, императоры посвящали себя определённому богу: Диоклетиан и Галерий — Юпитеру, а Максимиан и Констанций I Хлор — Гераклу. После этого встал вопрос, что делать с быстро развивавшимся христианством. После нескольких лет бездействия Диоклетиан, наконец, решил бороться с этой религией и издал в период с 24 февраля 303 года по 304 год четыре указа, подписанные всеми тетрархами. В соответствии с этими указами, наместники провинций должны были разрушить церкви и конфисковать священные книги, а тех, кто отказывался приносить жертвы римским богам, пытать и казнить.
Христианские историки, такие как Лактанций и Евсевий Кесарийский, сообщают, что именно Галерий был зачинщиком всех гонений. По их мнению, он подтолкнул Диоклетиана к активным антихристианским действиям. Это позволяет объяснить тот факт, что все эти указы были приняты только на восемнадцатый год правления Диоклетиана. Но всё же роль Галерия в гонениях на христиан преувеличена. Поскольку христиане отказывались приносить жертвы языческим богам, гонения могли быть вызваны объективными причинами, такими как высокий процент христиан в армии. Галерий же повлиял только на четвёртый антихристианский указ, изданный в 304 году. Он обязывал всех христиан под страхом смертной казни приносить жертвы римским богам.
Широко известные мученики правления Галерия: Димитрий Солунский; Адриан и Наталия Никомидийские; Кир и Иоанн бессребреники; Екатерина Александрийская; Феодор Тирон; никомидийские священники Ермолай, Ермипп и Ермократ; египетские мученики Маркиан, Никандр, Иперехий, Аполлон и др.; мелитенские мученики Евдоксий, Зинон и Макарий и многие другие.
Степень преследований была неодинаковой по всей империи. Так, Констанций I Хлор на Западе лишь разрушил несколько храмов, в то время как Максимиан устроил жестокие казни. Максенций и Константин проводили в отношении христианства очень сдержанную политику. В то же время на Востоке Галерий и Максимин II Даза усердно применяли все указы. Лишь в 311 году Галерий под влиянием болезни остановил преследования.

## Семья
1. Ромула — мать Галерия, переселившаяся с противоположного берега Дуная[71].
  1. Галерий
    1. Валерия Максимилла — дочь Галерия от первого брака, ставшая женой узурпатора Максенция[72].
    2. Кандидиан — внебрачный сын Галерия, усыновлённый Валерией[73].
2. Диоклетиан — приёмный отец Галерия, основатель тетрархии[74].
  1. Галерия Валерия — дочь Диоклетиана, вторая жена Галерия[75].

## Итоги правления
После смерти Галерия тетрархия оказалась в глубоком кризисе. Власть над империей была поделена между тремя законными августами — Лицинием, Максимином II Дазой и Константином I, а в Риме находился четвёртый Август — узурпатор Максенций. Однако уже никто не пытался восстановить прежнюю систему управления, установленную в Карнунте. Провинции, принадлежавшие Галерию, Лициний и Максимин поделили между собой с границей по Босфору. В то же время Максенций объявил войну Константину под предлогом мести тому за убийство его отца Максимиана. Однако ни один из них не начал каких-либо серьёзных военных действий. В 311 году сформировались два альянса — в первый вошли Лициний и Константин (Лициний женился на сестре Константина), а во второй — Максимин и Максенций, подписавшие соглашение о взаимной помощи и обороне.
После загадочной смерти Диоклетиана в 313 году Константин предал Максимиана проклятию памяти. В 312 году между Константином и Максенцием всё-таки началась война. В результате битвы у Мульвийского моста Максенций утонул в Тибре. На съезде в Медиолане в феврале 313 года Константин и Лициний поделили империю на две части: Константину достался Запад, а Лицинию часть Востока, не принадлежавшая Максимину. Желая пойти дальше, чем Галерий, Константин убедил Лициния рассмотреть возможность компенсации для христиан, которые были лишены их имущества.
В 313 году Максимин, опасавшийся дальнейшего сближения между его соперниками, пересёк Босфор и вторгся на территорию Лициния, но Лициний нанёс ему поражение под Адрианополем 30 апреля 313 года, в результате чего Даза был вынужден отступить в Тарс, где и скончался от болезни. Лициний закрепил своё положение на Востоке. Он предал Максимина проклятию памяти и воспользовался возможностью, чтобы избавиться от всех своих потенциальных соперников. Так, Флавий Севериан, сын бывшего августа Запада Флавия Севера, был казнён по обвинению в государственной измене. Также был убит и Кандидиан, незаконнорожденный сын Галерия. В 324 году между Лицинием и Константином началась война, в которой победу одержал Константин. Триумф Константина ознаменовал собой конец системы, созданной Диоклетианом и Галерием.

## Комментарии
1. ↑  Производное от латинского слова armentum (рогатый скот) — пастух.
2. ↑  Дая — один из вариантов написания имени Максимина II Дазы.